# Shin’ya Hatta
Shin’ya Hatta (japanisch 初田 真也 Hatta Shin’ya; * 17. Mai 1984 in der Präfektur Osaka) ist ein japanischer Fußballspieler.

## Karriere
Hatta erlernte das Fußballspielen in der Universitätsmannschaft der Kobe International University. Seinen ersten Vertrag unterschrieb er 2007 bei Mito HollyHock. Der Verein spielte in der zweithöchsten Liga des Landes, der J2 League. Für den Verein absolvierte er 12 Ligaspiele. Danach spielte er bei Kamatamare Sanuki, FC Ryukyu und Blaublitz Akita. Ende 2015 beendete er seine Karriere als Fußballspieler.